# 坂下真紀
坂下 真紀（さかした まき、1985年8月2日 - ）は、日本の元AV女優。
長野県出身。血液型:A型。身長:165cm。スリーサイズ:B85(D-65)・W58・H86。

## 略歴・人物
2007年3月に『蕾のままで…』でAVデビュー。
同年中に引退。

## 出演作品

### アダルトビデオ
- 蕾のままで… （2007年3月1日、トライハートコーポレーション）
- あなたに逢いたい （2007年4月1日、トライハートコーポレーション）
- Pritty Wife （2007年5月1日、トライハートコーポレーション）
- AVメジャーリーグ （2007年6月1日、トライハートコーポレーション）
- 猥褻アドベンチャー （2007年7月1日、トライハートコーポレーション）
- 中出し秘書・監禁凌辱のトラウマ 酷夢 （2007年8月1日、トライハートコーポレーション）